# I sopravvissuti della città morta
I sopravvissuti della città morta (The Ark of the Sun God) è un film del 1984 diretto da Antonio Margheriti.

## Trama
Dean, lord inglese, si reca a Istanbul e affida a Rick, un ladro di fama internazionale, il compito di scassinare una cassaforte in una villa apparentemente disabitata. Dean di seguito, si metterà, insieme a Rick, nelle tracce dello scettro d'oro del re Gilgamesh, seppellito in una città perduta tra le rocce ed i deserti della Cappadocia. Anche l'emiro Abdullah, violenta e superba persona, cercherà di impossessarsi del tesoro per conquistare il mondo. Con l'aiuto di Piattola, Rick riuscirà ad entrare nel tempio ma nello stesso tempo arrivano i fanatici di Abdullah ed aprono il fuoco. A salvare Rick sarà il lord Dean. Si ha quindi il crollo del tempio con il seppellimento dei tesori. Tuttavia lo scettro è stato salvato grazie a Rick.